# Battaglia di Sapriporte
La battaglia di Sapriporte fu uno scontro navale avvenuto nel 210 a.C., nel corso della seconda guerra punica, combattuto a 15 miglia al largo di Taranto, durante il quale la flotta tarentina, alleata dei Cartaginesi, ebbe la meglio su quella romana.

## Contesto storico
Ecco come Tito Livio descrive il particolare momento della guerra in corso ormai da otto lunghi anni:
(Livio, XXVI, 37.)

### Casus belli
In questo periodo, poiché nella rocca di Taranto la carestia stava diventando intollerabile, il presidio romano ed il suo comandante, M. Livio, avevano riposto ogni speranza nei rifornimenti loro inviati dalla Sicilia e, al fine di permettere alle navi da trasporto di costeggiare in sicurezza il litorale italico, era stata predisposta una flotta a Reggio, composta da circa venti navi. A capo della flotta e del carico era stato posto un certo Decimo Quinzio, nato da oscura famiglia, ma carico di gloria militare per molti atti di valore compiuti in precedenza. Inizialmente ebbe il comando di cinque navi, le più grandi delle quali, due triremi, gli erano state consegnate dallo stesso Marco Claudio Marcello. In seguito, poiché aveva condotto ogni sua impresa con grande competenza, gli furono aggiunte tre quinqueremi. Alla fine, lo stesso, dopo aver reclamato aiuto agli alleati di Reggio, Velia e Pesto, ottenne altre navi sulla base di un precedente trattato, e mise insieme una flotta di venti navi.
Alla flotta romana venne incontro, a quindici miglia da Taranto presso Sapriporte, un certo Democrate con egual numero di navi tarentine. Il comandante romano giungeva a vele spiegate non avendo previsto l'imminente scontro che lo attendeva. Nei pressi di Crotone e poi di Sibari aveva rifornito le navi di rematori, disponendo così di una flotta molto ben allestita ed armata, sulla base della grandezza delle navi. E quando la forza del vento cominciava a calare, apparvero i nemici. Ciò permise a Quinzio di ammainare le vele e preparare rematori e soldati allo scontro imminente.

## Battaglia navale
(Livio, XXVI, 39.8.)

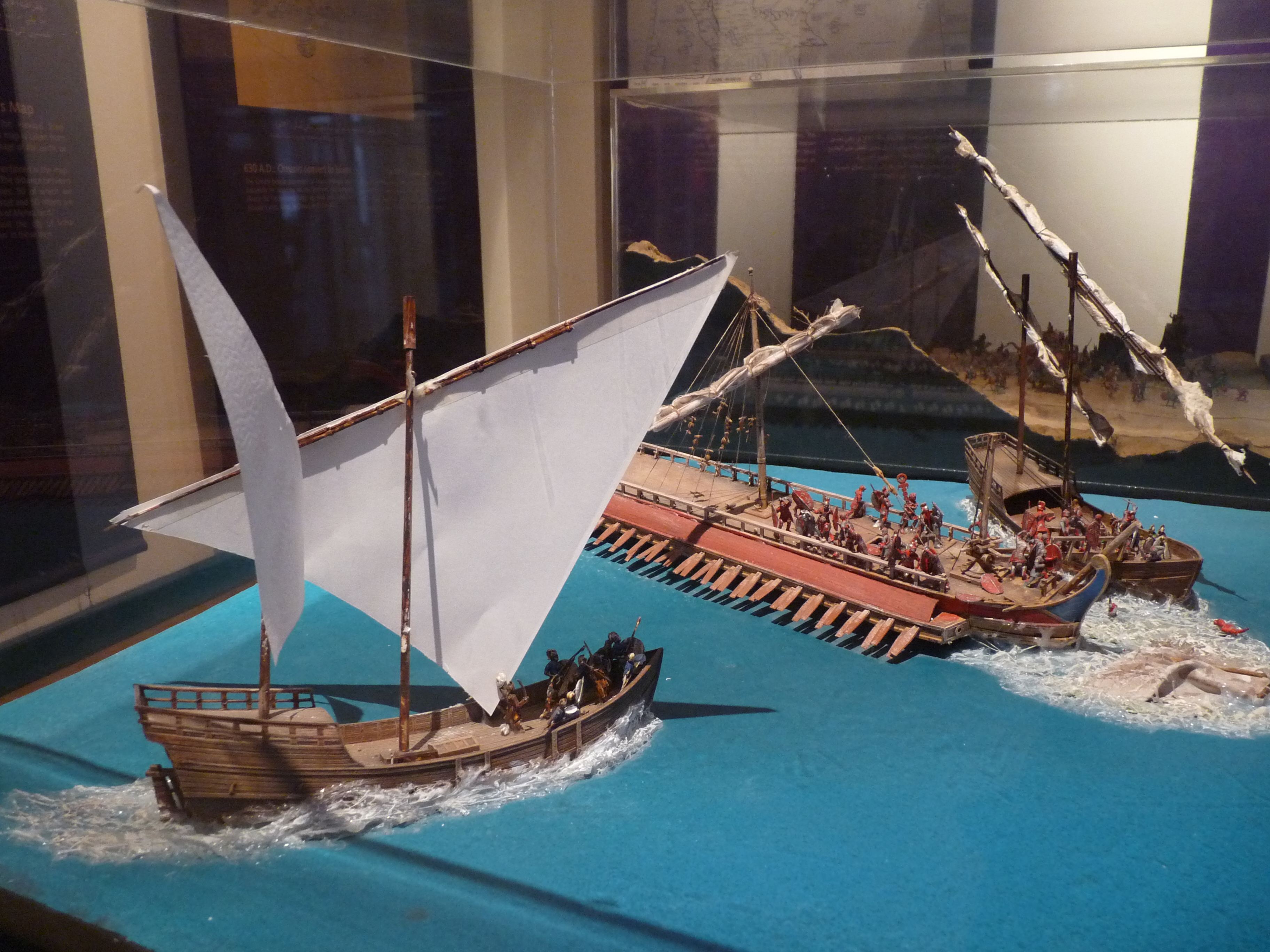
Ricostruzione di uno scontro navale raffigurante una nave della flotta romana.

I Tarentini che, dopo circa sessant'anni avevano ripresa la città ai Romani, speravano di liberare anche la rocca, cercando di impedire gli approvvigionamenti al presidio romano, e sottraendo al nemico il dominio del mare con una battaglia navale. Al contrario i Romani cercavano di conservare il possesso della fortezza.
E così, dato il segnale da entrambe le parti, le navi andarono a contrarsi, una contro l'altra coi rostri. Tra loro poi lanciavano una sorta di artiglio di ferro contro la nave nemica vicina, provando ad arrembarla. Combattevano a distanza ravvicinata e colpivano con le spade in un "corpo a corpo" furibondo. Le prore si congiungevano con gli arpioni ed erano legate le une alle altre, mentre le poppe venivano fatte girare dai rematori delle navi nemiche. Così in uno spazio estremamente ristretto, a stento pochi dardi cadevano tra una nave e l'altra. Le schiere si scontravano quasi fossero in una battaglia terrestre.
Tito Livio racconta poi un episodio di due navi che, prime delle due squadre, si scontrarono fra loro. Sulla nave romana si trovava lo stesso Quinzio, su quella tarentina un tal Nicone, soprannominato Percone, da sempre ostile ai Romani e che apparteneva alla fazione che aveva consegnato Taranto ad Annibale. Egli riuscì a trafiggere con l'asta il comandante romano, mentre era distratto poiché stava incitando i suoi alla battaglia. Quinzio precipitò in avanti con le armi, davanti alla prora della nave. Il vincitore tarentino passò allora sulla nave romana, il cui equipaggio era disorientato per la perdita del proprio capitano, e respinse il nemico occupandone la prora. I Romani, ammassati a poppa, erano in grande difficoltà a difenderla, quando da quella parte apparve un'altra trireme nemica. La nave romana, chiusa nel mezzo, dovette capitolare. Quando le altre imbarcazioni romane videro che la nave del comandante era stata catturata, vennero presi tutti da un grande terrore, cercando tutte delle vie di fuga per allontanarsi il più rapidamente possibile dalla battaglia. Alcune di queste imbarcazioni vennero raggiunte e affondate in alto mare. Altre furono trascinate a forza di remi verso terra, diventando preda degli abitanti di Thurii e di Metapontum. Di tutte le navi da carico che seguivano con i rifornimenti, pochissime furono catturate dal nemico, alcune riuscirono infatti ad allontanarsi verso l'alto mare.

## Conseguenze
Proprio in quegli stessi giorni, i combattimenti a Taranto ebbero una sorte totalmente differente. Mentre quattromila Tarentini circa erano usciti a raccogliere foraggio e vagavano per i campi, il comandante romano della rocca, M. Livio, pronto a cogliere ogni occasione per combattere, inviò fuori dal presidio duemilacinquecento soldati, sotto il comando di Gaio Persio. Questi assalì i Tarentini sparsi e sbandati per i campi e, dopo averne fatto una grande strage, i pochi superstiti li rincorse fin sotto le mura cittadine e poco mancò che, in quell'assalto furibondo, la città non venisse presa.
Così a Taranto la sorte tra le parti, fu pari. I Romani vinsero uno scontro di terra, mentre i Tarentini per mare. E le speranze di un approvvigionamento vennero così deluse per entrambe le parti.